# 巡检镇 (南漳县)
巡检镇，是中华人民共和国湖北省襄阳市南漳县下辖的一个乡镇级行政单位。

## 行政区划
巡检镇下辖以下地区：
峡口村、汉三村、雁落坪村、百福村、甘河村、通城河村、黄家坡村、文家垭村、胎坪村、安山村、不二坪村、巡检司村、凤山村、白鹤船村、指山坪村、松树沟村、金镶坪村、龚家坪村、小漳河村、南浴沟村、高河清村、甘溪村、院子湾村和三里岗村。